# Gåstjärnen (Anundsjö socken, Ångermanland)
Gåstjärnen är en sjö i Örnsköldsviks kommun i Ångermanland och ingår i Moälvens huvudavrinningsområde.